# شهرستان برنول (کارولینای جنوبی)
شهرستان برنول، کارولینای جنوبی (به انگلیسی: Barnwell County, South Carolina) یک سکونتگاه مسکونی در ایالات متحده آمریکا است که در کارولینای جنوبی واقع شده‌است.

## خصوصیات
شهرستان برنول ۱٬۴۴۲٫۶۳ کیلومترمربع مساحت دارد.